# Iglesia del Redentor (Venecia)
La Iglesia del Redentor (su nombre completo es Chiesa del Santissimo Redentore, Iglesia del Santísimo Redentor) es un importante edificio religioso proyectado por Andrea Palladio en el siglo XVI y situado en la isla de la Giudecca, en Venecia (Véneto, Italia).

## Historia

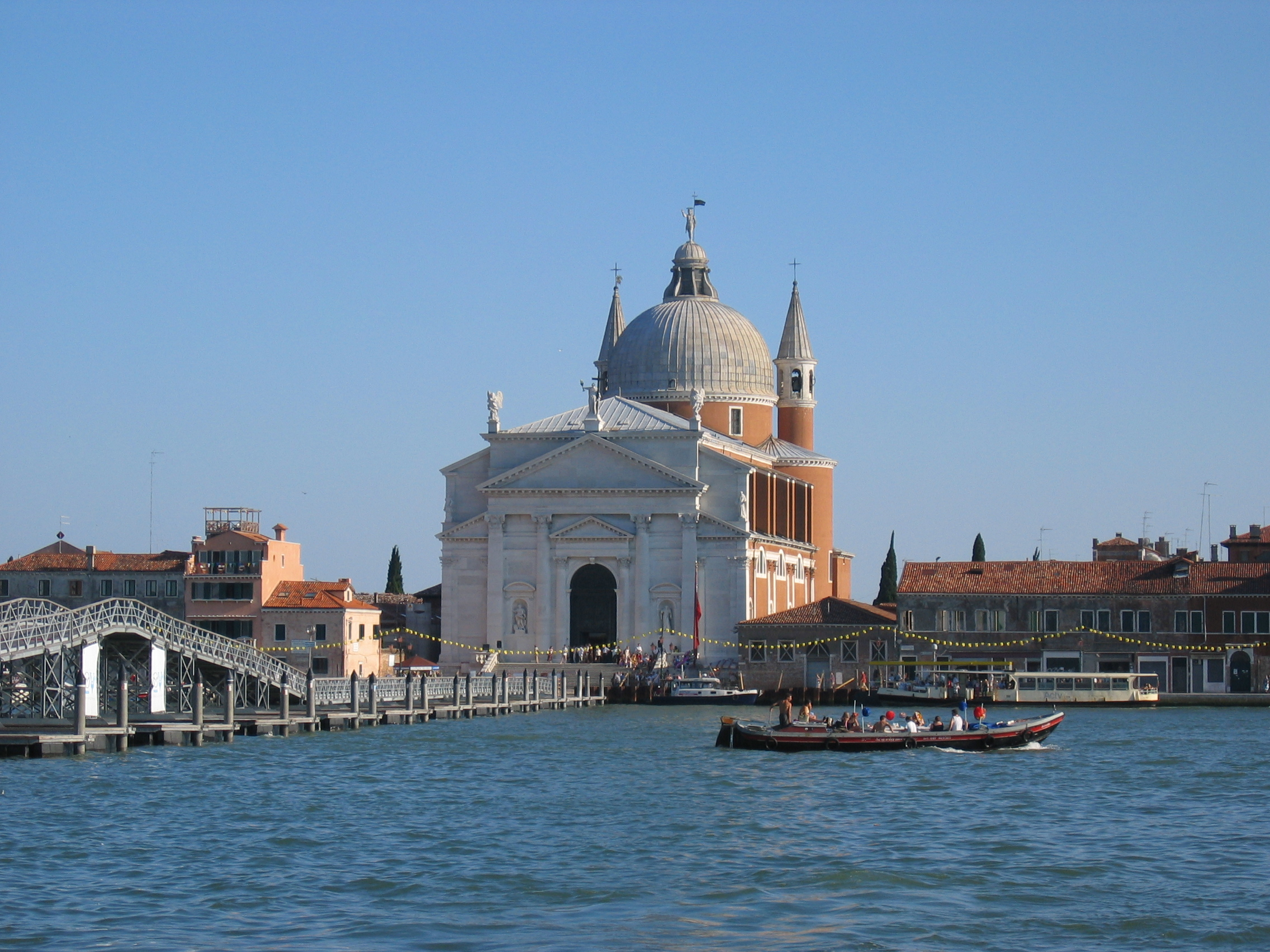
Iglesia del Redentor con puente votivo de barcas.

Entre 1575 y 1576 una terrible peste asoló Venecia y llevó a la muerte a más de un tercio de la población. En septiembre de 1576, en pleno estado de emergencia, el Senado decidió erigir una iglesia votiva, al Redentor, si se les librada de la epidemia.
Se encargó el proyecto a Andrea Palladio, conocido en la ciudad por las espléndidas mansiones que realizó en tierra firme, para familias pudientes. Las obras se iniciaron en mayo de 1577 y terminaron en septiembre de 1592. Palladio no llegó a ver terminada la obra. Han sido necesarias pocas refacciones en los siguientes siglos.
Hoy en día es el escenario de la gran "Fiesta del Redentor", que se celebra el tercer domingo de julio, en memoria del peligro pasado, desde 1577.

## Estructura

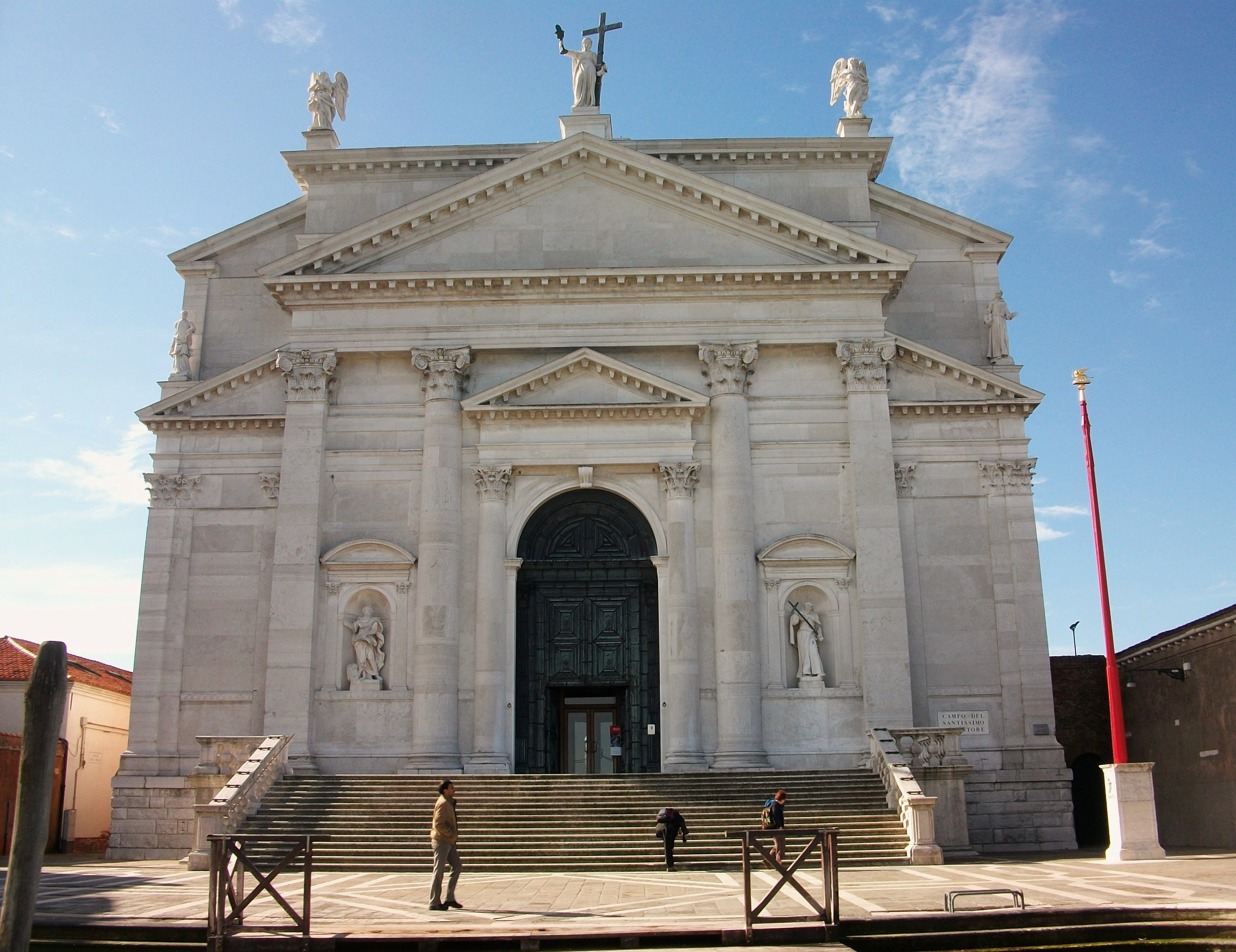
Vista de la fachada.

El edificio tiene planta rectangular o de cruz latina. Se optó por este modelo para acatar las directivas del reciente Concilio de Trento.
La fachada de mármol blanco es uno de los más impresionantes ejemplos de inspiración clásica, que tanta fama dieron a Palladio: La estructura de los frontones, dispuestos uno detrás de otro, roza la perfección, en una contraposición de superficies lisas, de lesenas y de montantes con estatuas, ostentando estabilidad y rigor clásico. Su reluciente blancura y sus magníficas proporciones, destacan a la iglesia con una identidad propia, visible desde la Piazzetta. La alta cúpula está integrada visualmente con la fachada, y da sensación de unidad. El punto redondo del portal coincide ópticamente con la cúpula, coronada por la estatua del redentor. A cada lado de esta, dos sutiles campanarios cilíndricos, con techo en forma de cono, similares a minaretes, dan su fisonomía característica a este espléndido templo.
El interior es de nave única, con imponentes y decoradas capillas laterales. Tiene un simple transepto constituido de tres ábsides, desde donde se alza la gran cúpula central. Gran importancia tiene la luz, como en todas las obras de Palladio, y es la verdadera protagonista del interior, valorizando los volúmenes y la decoración.